# Декаль

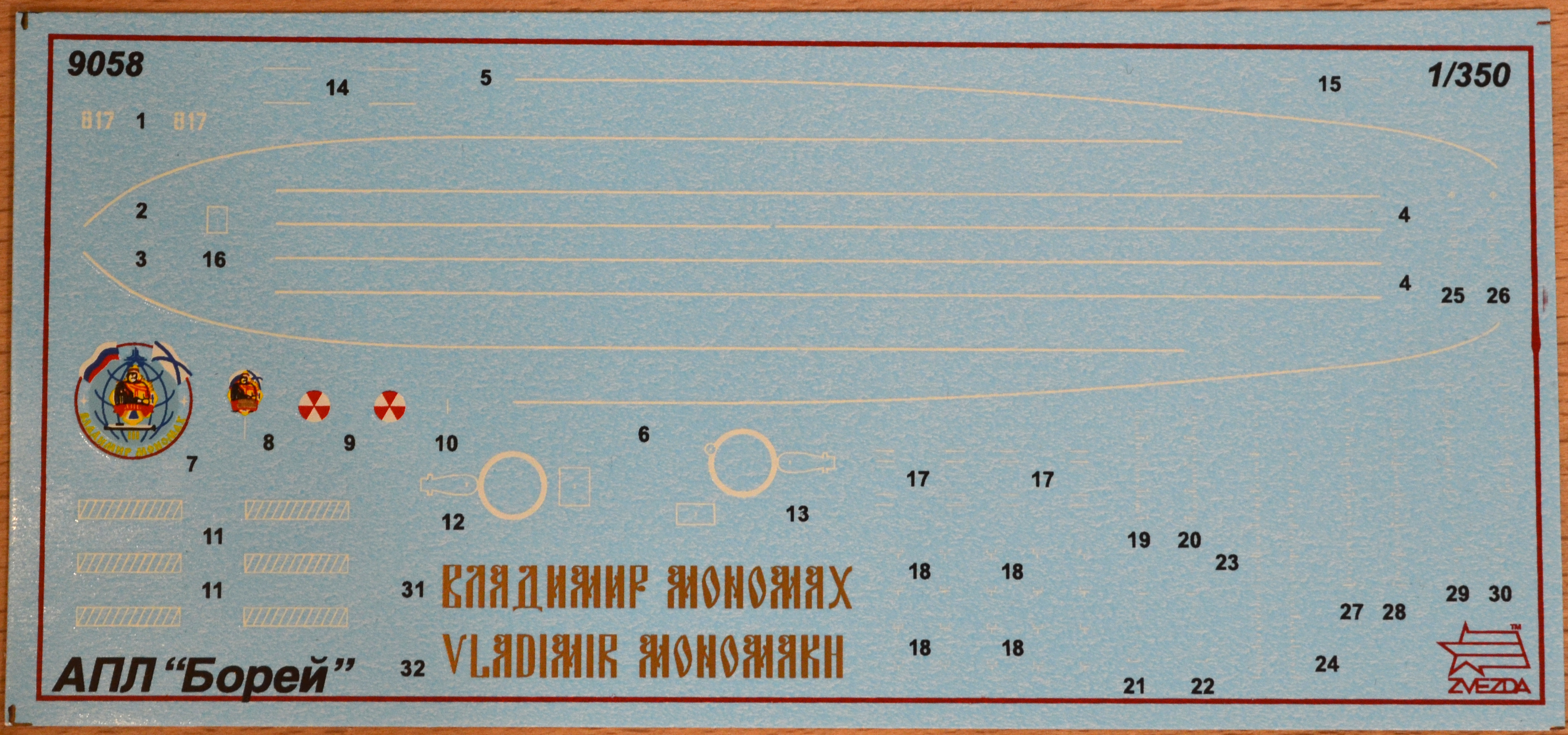
Декаль для модели российской атомной подводной лодки «Владимир Мономах».

Дека́ль (англ. decal, «переводная картинка») — метод непрямой печати (оттиска) изображений переносом с бумажной основы, а также само такое изображение. 
В полиграфической и керамической промышленности обычно используется слово деко́ль.

## История
Изобретателем декали считается француз гравёр Симон Франсуа Равене Первоначально технология была такой: на нагретую медную гравюру наносилась краска, и с неё делался оттиск на специальную плотную пористую (папиросную) бумагу, полученное на бумаге изображение накладывалось на покрытое лаком изделие, краска прилипала к поверхности, после чего бумага намачивалась и удалялась. Равене в 1750 году переехал в Англию, где предложил английским промышленникам своё изобретение, названное décalcuer. Первые керамические изделия с нанесёнными на них декалями (декоративные плитки) были изготовлены в 1756 году фирмой Sadlier & Green в Ливерпуле.
Технология декали получила дальнейшее развитие после изобретения литографской печати (1796), в том числе многоцветной (1837), и машины по производству бумаги (1820). Это позволило несколько уменьшить стоимость декалей и серьёзно улучшить качество и привлекательность изображений.
В 1840 году русский художник А. И. Теребенёв получил «привилегию» (патент) на способ нанесения рисунков для украшения массовой посуды, ведь ручная роспись была делом долгим и недешёвым. Картинку печатали типографским способом на проклеенной бумаге, а затем уже сводили на тарелку или чашку и закрепляли прозрачной глазурью. В 1865 году герой обороны Севастополя генерал С. А. Хрулёв усовершенствовал изобретение А. И. Теребенева: теперь способ годился для любых типов промышленных изделий. К 1870-м годам декали использовались не только в керамической промышленности, оформленные ими различные предметы и само оформление вошли в моду, в первую очередь во Франции. Эта мода, как и сами картинки, получила название декалькомания, и в последней четверти XIX века распространилась во многих странах.
К 1895 году относится очередное усовершенствование техпроцесса — изобретение Duplex Paper. Это была двуслойная бумага, в которой к тонкой пористой основе, на которой печаталось изображение, добавилась толстая бумажная же подложка. Duplex Paper позволяла производить печать на основной слой без предварительного размещения его на цинковом листе, убыстрила производство и сильно снизила его стоимость. Это способствовало ещё большему распространению декалькомании в мире. У декалей того периода изображение до наклеивания увидеть было невозможно: оно печаталось лицевой стороной к бумаге, поверх наносился слой белой краски для сохранения яркости изображения, а сверху него — водорастворимый клей. После наклеивания декали на влажную поверхность бумажная подложка удалялась, и рисунок становился видимым.
К 1930-м годам относится последнее важное изобретение в технологии декали — создание декали с лаковой подложкой. Оно стало возможным с развитием шёлкографии, позволившей наносить лаковый слой поверх напечатанного изображения. В такой декали на поверхность бумаги нанесён слой клея, поверх которого нанесено изображение, а поверх него — слой лака, упрочняющий изображение и придающий ему гибкость. Изображение с предварительно размоченной декали переносится сдвигом с бумаги на поверхность. В настоящее время большая часть декалей изготовляется по такой технологии, при этом изображение и лаковый слой наносится как печатью, в том числе и на обычных домашних принтерах, так и вручную.

## Разновидности декалей
В настоящее время собственно декалями обычно называют «переводные картинки» на бумажной подложке, которые отпечатаны на бумаге с клеевым слоем рисунком наружу и при нанесении которых используется вода — так называемые «прямые и мокрые» декали. Декали с клеем наружу и лицевой стороной изображения к бумаге называются обратными. Более распространены прямые декали, поскольку они позволяют хорошо видеть изображение до нанесения, точно позиционировать его в процессе нанесения, не вырезая изображение по контуру. Тем не менее более старая технология безлаковой обратной декали имеет свои преимущества. Например при нанесении декали на поверхность переносится только тонкий слой краски без лаковой подложки, которая увеличивает толщину декали и обычно заходит за контуры рисунка. Также безлаковые декали имеют очень большой срок годности, а в лаковых слой лака постепенно деградирует — желтеет, делается хрупким или трескается (образуются кракелюры). В некоторых случаях удаётся «отремонтировать» декаль ультрафиолетовым облучением и нанесением нового слоя лака поверх деградировавшего.
При нанесении прямой мокрой декали на поверхности со сложным рельефом, преимущественно в масштабном моделизме, нередко применяются различные жидкости, размягчающие лаковую подложку и даже покрытие поверхности для лучшей адгезии. После нанесения декали нередко покрываются защитным слоем лака.
В промышленном производстве широко используются «горячие» декали, после нанесения которых поверхность подвергается нагреванию. Под воздействием высоких температур лаковая подложка сгорает, а изображение на основе специальных минеральных красок вплавляется в поверхность.
Технология обратной мокрой декали используется для изготовления временных переводных татуировок, которые, тем не менее, не называются декалями.
Существует несколько технологий, близких к декалям, и которые даже иногда называются декалями.
«Сухие декали» (летрасет) печатаются «обратным» способом и их клеевой слой прилипает вместе с краской при надавливании на подложку, изготовленную из прозрачной плёнки.
«Горячей сухой» декалью можно считать термоперенос, при котором изображение печатается на специальной бумаге, а потом переносится на иную поверхность в термопрессе.
Изредка декалью называют даже наклейки-стикеры.

## Применение декалей
Декали применяются в промышленности для декорирования и маркировки самых разнообразных изделий. В быту — в основном для декорирования предметов интерьера (в СССР были особенно популярны в 1980-е). Самостоятельное нанесение декалей в настоящее время наиболее распространено в стендовом моделизме, где с их помощью имитируется маркировка прототипов техники и даже отдельные элементы униформы фигурок. Подавляющее большинство выпускаемых в настоящее время моделей снабжено декалями, выпущенными промышленным способом, отдельные моделисты изготовляют также самодельные декали, нанося изображение с помощью принтера или вручную на специальную декальную бумагу. Также декали применяются для декорирования человеческого тела и наносятся на ногти или на кожу (временная татуировка).

## Этимология
Технология, изобретённая Равене в 1750 году, была названа им décalcuer, что по-французски значит «копировать», «перерисовывать», «переносить, переводить изображение». Тот же корень — в заимствованном из того же языка слове «калька» с похожим значением «прозрачная бумага, предназначенная для переноса изображения с одной поверхности на другую».
В 1860-е во Франции появился термин «декалькомания» (décalcomanie), то есть «мода (и даже сумасшествие) на декали», «страсть оклеивать декалями». Так же стали называть и сам предмет мании. Слово декалькомания было заимствовано в разные европейские языки, включая и русский, в последней трети XIX века вместе с самой декалькоманией. Видимо, тогда же появился и термин «переводные картинки» — не без влияния английского слова transfers. Слово «декалькомания» фиксируется многими словарями русского языка.
В США в 1937 году впервые зафиксировано употребление слова decal — сокращения от decalcomania. В 1950-х слово вошло в английский язык. Первое употребление слова «декаль» (наряду с декалькоманией) в советской широкой печати фиксируется не позже 1984 года и является сокращением слова «декалькомания» под воздействием английского decal. В настоящее время слово «декалькомания» используется как официальное название «переводных картинок», в то время как «декаль» широко используется моделистами, как и сами декали. В разговорной речи моделистов «декаль» нередко сокращается до «дека».

## Деколь
В полиграфической промышленности для обозначения декали наряду со словом «декалькомания» распространено слово «деколь», слово же «декаль» употребляется редко. «Деколь» является профессионализмом, по всей видимости возникшим в конце 1930-х во Франции в результате обратного заимствования англо-американского слова decal (вероятно, вместе с технологией прямой декали) и переосмысления его, исходя из глагола décoller — «отрываться, отставать, прерываться». В советской профессиональной литературе «деколь» фиксируется с конца 1940-х.
Следует отметить, что слово «деколь» в значении «переводные картинки» отсутствует как во французском, так и в других европейских языках, исключением являются те, в которые слово было заимствовано из русского. «Деколь» существует наряду с «декалькоманией», и хотя полиграфисты признают оба слова синонимами, слово декаль они считают неправильным.